# Colmar-Berg
Colmar-Berg (in lussemburghese: Colmer-Bierg) è un comune del Lussemburgo centrale. Fa parte del cantone di Mersch, nel distretto di Lussemburgo. Si trova alla confluenza fra i fiumi Attert e Alzette.
Nel 2019, la città di Colmar-Berg, capoluogo del comune che si trova nella parte orientale del suo territorio, aveva una popolazione di 2 187 abitanti. A Colmar-Berg si trovano la residenza principale del Granduca di Lussemburgo, il Castello di Berg, ed il Goodyear Technical Center, ove si sviluppano i disegni e le specifiche di pneumatici venduti in tutto il mondo.
Il comune, fino al 25 marzo 1991, si chiamava soltanto "Berg".